# Lední hokej na Zimních olympijských hrách 2002 – kvalifikace ženy
Kvalifikace na olympijský turnaj 2002 byla soutěž hokejových reprezentačních celkú, která určila poslední dva účastníky turnaje.

## Kvalifikační systém
Na ženský olympijský turnaj se kvalifikovalo šest nejlepších týmů z Mistrovství světa 2000 a dva nejlepší týmy z olympijské kvalifikace. Olympijskou kvalifikaci hrál 7. a 8. tým z mistrovství světa a dva nejlepší týmy z Mistrovství světa 2000 skupiny "B". Hrálo se v jedné skupině systémem každý s každým.

## Kvalifikované týmy na olympijský turnaj
- Kanada
- USA
- Švédsko
- Finsko
- Rusko
- Čína
- Kvalifikant 1 –  Kazachstán
- Kvalifikant 2 –  Německo

## Výsledky a tabulka
|    |            | KAZ | GER | SUI | JPN | V | R | P | Skóre | B |
| 1. | Kazachstán | *** | 2:1 | 2:7 | 5:2 | 2 | 0 | 1 | 9:10  | 4 |
| 2. | Německo    | 1:2 | *** | 3:1 | 3:3 | 1 | 1 | 1 | 7:6   | 3 |
| 3. | Švýcarsko  | 7:2 | 1:3 | *** | 2:2 | 1 | 1 | 1 | 10:7  | 3 |
| 4. | Japonsko   | 2:5 | 3:3 | 2:2 | *** | 0 | 2 | 1 | 7:10  | 2 |

- Kazachstán a Německo se kvalifikovali na olympijský turnaj.

 Japonsko –  Německo 3:3 (1:0, 0:2, 2:1) 
8. února 2001 (16:30) – Engelberg 
 Kazachstán –  Švýcarsko 2:7 (0:3, 0:3, 2:1)
8. února 2001 (20:00) – Engelberg 
 Kazachstán –  Japonsko 5:2 (1:1, 2:0, 2:1)
9. února 2001 (17:00) – Engelberg 
 Německo –  Švýcarsko 3:1 (0:1, 1:0, 2:0) 
10. února 2001 (17:00) – Engelberg 
 Německo –  Kazachstán 1:2 (0:0, 0:1, 1:1) 
11. února 2001 (13:30) – Engelberg 
 Švýcarsko –  Japonsko 2:2 (0:0, 0:0, 2:2) 
11. února 2001 (17:00) – Engelberg 